# Campeonato de Primera División de Aruba 2016-17
La División de Honor de Aruba 2016-17 es la 56.ª edición de la Primera División de Aruba. 

## Formato
Se disputarán 18 fechas enfrentándose todos los equipos, al final los cuatro primeros que acumulen más puntos en la temporada clasificaran a los play-offs caya 4, mientras que el último clasificado descenderá a la División Uno de Aruba 2017-18, además el octavo y noveno jugarán el play-offs de relegación.
Los cuatro equipos que play-offs caya 4 jugarán seis partidos más, los dos primeros clasificados jugarán la final a doble partido ida y vuelta, el campeón y el subcampeón, de cumplir con los requisitos establecidos, podrán participar en el Campeonato de Clubes de la CFU 2018. 

### Ascensos y descensos
| Pos. | Ascendidos de División Uno 2015-16 |
| ---- | ---------------------------------- |
| 1    | Jong Aruba                         |

| Pos. | Descendidos de Primera División 2015-16 |
| ---- | --------------------------------------- |
| 10   | San Nicolas                             |

## Temporada regular
Actualizado el 27 de noviembre de 2016.
| Pos. | Equipo         | PJ | PG | PE | PP | GF | GC | DG  | Pts. | Clasificado a           |
| ---- | -------------- | -- | -- | -- | -- | -- | -- | --- | ---- | ----------------------- |
| 1    | RCA            | 16 | 12 | 1  | 3  | 36 | 21 | +15 | 37   | Play-offs caya 4        |
| 2    | Britannia      | 16 | 10 | 2  | 4  | 43 | 13 | +30 | 32   | Play-offs caya 4        |
| 3    | Dakota         | 16 | 8  | 4  | 4  | 35 | 23 | +12 | 28   | Play-offs caya 4        |
| 4    | Nacional       | 16 | 8  | 3  | 5  | 40 | 28 | +12 | 27   | Play-offs caya 4        |
| 5    | River Plate    | 16 | 6  | 3  | 7  | 22 | 27 | -5  | 24   |                         |
| 6    | Estrella       | 16 | 4  | 6  | 6  | 33 | 32 | +1  | 18   |                         |
| 7    | Bubali         | 16 | 4  | 4  | 8  | 29 | 50 | -21 | 16   |                         |
| 8    | Caravel (*)    | 16 | 2  | 5  | 9  | 15 | 32 | -17 | 10   | Play-offs de relegación |
| 9    | La Fama        | 16 | 2  | 4  | 10 | 19 | 46 | -27 | 10   | Play-offs de relegación |
| 10   | Jong Aruba (-) | 9  | 0  | 1  | 8  | 5  | 44 | -39 | 1    | División Uno 2016-17    |

(*) El Caravel se le restó 1 punto 
 (-) El Jong Aruba se retiró, con ello tuvo el descenso directo

## Play-offs
Actualizado el 12 de octubre de 2016.
| Pos. | Equipo    | PJ | PG | PE | PP | GF | GC | DG | Pts. | Clasificado a                               |
| ---- | --------- | -- | -- | -- | -- | -- | -- | -- | ---- | ------------------------------------------- |
| 1    | RCA       | 6  | 3  | 0  | 3  | 5  | 5  | 0  | 9    | Final y Campeonato de Clubes de la CFU 2018 |
| 2    | Nacional  | 6  | 2  | 2  | 2  | 11 | 8  | +3 | 8    | Final y Campeonato de Clubes de la CFU 2018 |
| 3    | Britannia | 6  | 2  | 2  | 2  | 10 | 9  | +1 | 8    |                                             |
| 4    | Dakota    | 6  | 2  | 2  | 2  | 7  | 11 | -4 | 8    |                                             |

## Final
Actualizado el 27 de noviembre de 2016. 
| Local    | Resultado | Visitante | Fecha               |
| -------- | --------- | --------- | ------------------- |
| RCA      | 1 - 3     | Nacional  | 27 de junio de 2017 |
| Nacional | 2 - 6     | RCA       | 1 de julio de 2017  |
| RCA      | 1 - 3     | Nacional  | 4 de julio de 2017  |

## Play-offs de relegación
Actualizado el 12 de octubre de 2016.
| Pos. | Equipo      | PJ | PG | PE | PP | GF | GC | DG | Pts. | Clasificado a            |
| ---- | ----------- | -- | -- | -- | -- | -- | -- | -- | ---- | ------------------------ |
| 1    | Caravel (*) | 6  | 3  | 1  | 2  | 6  | 4  | +2 | 10   | División Uno 2017-18     |
| 2    | Caiquetio   | 6  | 3  | 1  | 2  | 7  | 6  | +1 | 10   | Primera División 2017-18 |
| 3    | La Fama     | 6  | 2  | 1  | 3  | 7  | 4  | +3 | 7    | Primera División 2017-18 |
| 4    | Juventud TL | 6  | 2  | 1  | 3  | 6  | 12 | -6 | 7    | Primera División 2017-18 |

(*) El Caravel declinó el playoff del descenso, por lo cual no competirá la temporada 2017-18 y el Piedra Plat a pesar de haber ganado el ascenso, el club renunció; por lo cual automáticamente ascendieron el Juventud TL y el Caiquetio; mientras que el La Fama permanece la División de Honor.